# Aclista mycale
Aclista mycale är en stekelart som beskrevs av Nixon 1957. Aclista mycale ingår i släktet Aclista, och familjen hyllhornsteklar. Arten är reproducerande i Sverige.